# Registrska tona
Regístrska tóna (RT) je enota za prostornino, ki se uporablja pri navajanju velikosti ladij glede na prostor za tovor in/ali potnike.
1 registrska tona (RT) = 100 kubičnih čevljev = 2,8316847 m³. 
Enote ne smemo zamenjevati s tono, ki je enota mase. Največji izpodriv ladje, kar je enako največji teži ladje in tovora, se meri v tonah (izpodriva).
BRT - bruto registrska tonaža: prostornina vseh zaprtih prostorov na ladji
NRT - neto registrska tonaža: prostornina vseh zaprtih prostorov na ladji, ki so komercialnega namena (skladišča, kabine na potniških ladjah, ...)